# Lebowski Fest
Pour les articles homonymes, voir Lebowski (homonymie).
Le Lebowski Fest (« Festival Lebowski ») est un festival annuel créé à Louisville (Kentucky) en 2002 pour rendre hommage au film The Big Lebowski de Joel et Ethan Coen.
Le festival se tient sur un week-end entier. Il consiste en une nuit ininterrompue de bowling, agrémentée par un concours du meilleur costume, des quiz, des projections ininterrompues du film, etc. La veille de cette nuit de bowling a lieu un grand concert et pendant la journée se tient une garden party avec des jeux, des boutiques et d'autres concerts. Plusieurs acteurs du film ont déjà assisté au festival (Jeff Bridges et Peter Stormare notamment).
Le festival a désormais essaimé dans de nombreuses autres villes américaines, notamment New York, Los Angeles, Austin, Seattle, Chicago et San Francisco. L'équivalent européen de ce festival se nomme The Dude Abides et se tient à Londres. 
Pour les 21 ans de la première du film , le 18 janvier 2019, Guillaume Sciota du groupe de rock Krazolta alors Directeur du centre culturel 'Sortie 13' près de bordeaux, organisera le premier Lebowski French Fest au bowling de Bordeaux Mériadeck. Près de 400 'achievers' se présenteront lors de cette soirée.
Le 20 janvier 2023 pour les 25 ans de la sortie du film, G.Sciota propose une seconde édition au même bowling à Bordeaux Mériadeck. Cécile Paoli, la doubleuse française de Maude Lebowski sera présente pour cette édition.